# Добринево (Ивацевичский район)
Добринево (бел. Дабрыне́ва) — деревня в Ивацевичском районе Брестской области Республики Беларусь. В составе Бытенского сельсовета.

## География
Пролегает дорога Н-26416.
Ближайшие населённые пункты Вишнёвка, Доманово и др.

### Гидрография
Недалеко протекает река Гривда.

## История
В 1886 году Добрынево, деревня бывшая владельческая, дворов 47, жителей 524, питейный дом.
С 1905 года в Бытенской волости Слонимского уезда Гродненской губернии Российской империи.
До 9 августа 2022 года деревня входила в состав Домановского сельсовета.

## Население

### Численность
- 2019 год — 31 жителей

### Динамика
- 1905 год — 843 жителей[3]
- 1999 год — 132 жителей (перепись населения)
- 2009 год — 66 жителей (перепись населения)[3]
- 2019 год — 31 жителей (перепись населения)

## Улицы
- Добриневская
- Речная

## Достопримечательность
- Стоянка периода мезолита, раннего неолита, распложенная на правом берегу р. Гривда, в 0,3 км на юго-запад от д. Добринево —  Историко-культурная ценность Республики Беларусь, шифр 113В000302.